# Župnija Hotič
Župnija Hotič je rimskokatoliška teritorialna župnija dekanije Litija nadškofije Ljubljana.